# Úlfar Andrésson
Úlfar Jón Andrésson (* 2. April 1988) ist ein isländischer Eishockeyspieler, der seit 2019 bei Fjölnir Reykjavík in der isländischen Eishockeyliga unter Vertrag steht.

## Karriere
Úlfar Andrésson begann seine Karriere als Eishockeyspieler bei Skautafélag Reykjavíkur, wo er bereits als 14-Jähriger in der isländischen Eishockeyliga debütierte. 2006 und 2007 wurde er mit seiner Mannschaft Landesmeister. Anschließend wechselte er zu Ísknattleiksfélagið Björninn. 2011 verließ er den Hauptstadtklub und wechselte in die zweite dänische Liga zu Amager Ishockey. Nach einem Jahr in Dänemark kehrte er 2007 zu Ísknattleiksfélagið Björninn zurück, für den er die nächsten sieben Jahre spielte. Seit 2019 steht er bei Fjölnir Reykjavík auf dem Eis.

### International
Úlfar Andrésson spielte bereits als Jugendlicher für Island. Er nahm an den U18-Weltmeisterschaften 2003 in der Division III, 2004, 2005 und 2006 in der Division II teil, ebenso an den U20-Weltmeisterschaften 2004, 2007 und 2008 in der Division II sowie 2005 und 2006 in der Division III.
Parallel dazu spielte Úlfar Andrésson Jónsson bereits in der Herren-Nationalmannschaft. Sein Debüt gab er als 17-Jähriger bei der Weltmeisterschaft 2005 in der Division II, als die Isländer den Abstieg in die Division III hinnehmen mussten. Daraufhin spielte er 2006 mit den Nordmännern in der Division III, wo aber der sofortige Wiederaufstieg gelang. Anschließend spielte er bei den Weltmeisterschaften 2007, 2008, 2011, 2012, 2013, 2014, 2015, 2016, 2017 und 2019 jeweils in der Division II. Zudem vertrat er seine Farben bei der Qualifikation für die Olympischen Winterspiele in Pyeongchang 2018.

## Erfolge und Auszeichnungen
- 2003 Aufstieg in die Division II bei der U18-Weltmeisterschaft der Division III, Gruppe B
- 2006 Isländischer Meister mit Skautafélag Reykjavíkur
- 2006 Aufstieg in die Division II bei der Weltmeisterschaft der Division III
- 2006 Aufstieg in die Division II bei der U20-Weltmeisterschaft der Division III
- 2007 Isländischer Meister mit Skautafélag Reykjavíkur